# Nouamane Batahi
Nouamane Batahi (en arabe : نعمان بتاهي), né le , est un nageur marocain.

## Carrière
Nouamane Batahi obtient la médaille de bronze des relais 4 x 200 mètres nage libre et 4 x 100 mètres quatre nages aux Championnats d'Afrique de natation 2016 à Bloemfontein,.
Il est sociétaire du Cercle des nageurs de Cannes.